# Le Tour-du-Parc
Le Tour-du-Parc è un comune francese di 1 135 abitanti è situato nel dipartimento del Morbihan, sulla penisola di Rhuys, nella regione della Bretagna.

## Società

### Evoluzione demografica
Abitanti censiti